# 불륜의 시대
"불륜의 시대"는 2013년에 개봉한 대한민국의 영화이다.

## 캐스팅
- 윤동환 : 영우 역
- 최원정 : 지영 역
- 신예안 : 정희 역
- 월쉬 널래그 : 케림 역
- 이윤상 : 영우 친구 역
- 박건락 : 처남 역
- 오성태 (우정출연)
- 이준혁 (우정출연)